# Titaea orsinome
Titaea orsinome é um inseto da ordem Lepidoptera; uma mariposa, ou traça, noturna e neotropical da família Saturniidae e subfamília Arsenurinae, classificada em 1823 por Jacob Hübner, na obra Sammlung exotischer Schmetterlinge, volume 2, junto com o seu gênero, Titaea, e sendo a sua espécie-tipo; tratando-se de um endemismo da área de vegetação de cerrado do centro-oeste brasileiro ao Paraguai, na América do Sul; as suas lagartas se criando em plantas do gênero Eriotheca (família Malvaceae; espécie Eriotheca gracilipes); mas também podendo se criar em Chorisia e Bombacopsis (família Malvaceae). Machos e fêmeas podem ultrapassar 12 centímetros de envergadura. Como uma regra mais ou menos geral nessa família o tamanho do corpo desses insetos é relativamente pequeno em relação ao tamanho de suas asas.